# Anthony Faulkes
Anthony Faulkes est un universitaire islandais spécialiste de littérature norroise. Il est connu pour ses études sur les textes de la mythologie nordique, notamment les Edda.
Il était professeur de vieil islandais à l'université de Birmingham.